# Chorlyrik
Chorlyrik allgemein ist im Gegensatz zur monodischen Lyrik die ausdrücklich für den Vortrag durch einen Chor oder einen Chorteil bestimmte Dichtung.

## Griechische Chorlyrik
Die griechische Chorlyrik entwickelte sich im 7. Jahrhundert v. Chr. um oder in Sparta. Zur Zeit der reifen Archaik bildete die Chorlyrik ein wichtiges Bindeglied zwischen Epos und Tragödie. Die ausschließlich im dorischen Dialekt verfassten Texte wurden mit Musikbegleitung von Chören aufgeführt. Üblich war eine Trennung in Männer- und Frauen- sowie Knaben- und Mädchenchöre. Die Aufführungen waren an bestimmte soziale Anlässe (Gymnopaedie) oder Götterfeste gebunden (Karneen). Die Chorlyrik ging aus alten Elementen der Arbeiterlieder hervor. Zur Begleitung der unterschiedlich langen Aufführungen, die bis zu einer Stunde dauern konnten, fanden Saiteninstrumente oder Flöten Verwendung.
Bedeutende Vertreter der griechischen Chorlyrik sind:
- Terpandros
- Alkman
- Stesichoros
- Ibykos
- Simonides von Keos
- Pindar
- Bakchylides

## Germanische Chorlyrik
Germanische Chorlyrik ist nicht erhalten, aber bezeugt. So erwähnt Tacitus das Singen von „Herkulesliedern“ vor der Schlacht,
der Byzantiner Priskos berichtet von „skythischen“ Liedern, die von gotischen Mädchen am Hof Attilas gesungen wurden,
Gregor der Große berichtet von einem Opfergesang der Langobarden und
Adalbert von Bremen von einem Kultgesang bei einem Opferfest in Uppsala.

## Neuzeitliche Chorlyrik
In der attischen Komödie bei Aristophanes und Menander und in der römischen Tragödie bei Seneca verliert der Chor an Bedeutung. In der Neuzeit dann löst sich die ursprüngliche antike Einheit von Tanz, Gesang und Dichtung auf und es entsteht der Chor als Gemeinschaft von Sängern und hier insbesondere der Opernchor einerseits und der Theaterchor andererseits, der im Drama die Rolle des Mahnenden und Kommentierenden übernimmt, entsprechend der Rolle des Chors im antiken Drama.
Sinn und Funktion eines solchen Theaterchors wurde seit dem 17. Jahrhundert kontrovers diskutiert. Skeptikern wie François Hédelin (La Pratique du Théâtre, 1657) und John Dryden (Essay of Dramatic Poesy, 1688) standen enthusiastische Befürworter wie André Dacier (Poétique d’Aristote, 1692) gegenüber. Friedrich Schiller sah im Prolog von Die Braut von Messina (1803) den Nutzen des Chores darin, dass er den Zusammenhang der Handlung des Stückes und den moralischen Gehalt der Darbietung stärke. An Stücken, in denen ein Chor eine Rolle spielt, sind zu nennen John Miltons Samson Agonistes (1671), Jean Racines Esther (1689) und Athalie (1691), Percy Bysshe Shelleys Hellas (1822), Johann Wolfgang von Goethes Faust II (1832) und schließlich T. S. Eliots Mord im Dom (1935).